# Elecciones estatales de Querétaro de 1979
Las elecciones estatales de Querétaro de 1979 tuvieron lugar el domingo 1 de julio de 1979, simultáneamente con las Elecciones federales, y en ellas fueron renovados los siguientes cargos de elección popular en el estado mexicano de Querétaro:
- Gobernador de Querétaro. Titular del poder ejecutivo del estado y electo para un periodo de seis años no renovables en ningún caso. El candidato electo fue Rafael Camacho Guzmán.
- 18 Ayuntamientos: Compuestos por un Presidente Municipal y regidores, electos para un periodo de tres años no reelegibles de manera inmediata.
- 25 diputados al Congreso del Estado: 15 electos de manera directa por cada uno de los distritos electorales y 10 por un sistema de listas bajo el principio de representación proporcional.

## Candidatos
En estos comicios se presentó una candidatura única a la Gubernatura.

### Gobernador
| Partido | Partido                              | Candidato | Candidato                   | Votos   | Porcentaje       |
| ------- | ------------------------------------ | --------- | --------------------------- | ------- | ---------------- |
|         | Partido Revolucionario Institucional |           | Rafael Camacho Guzmán Hecho | 138,254 | \| \| 100.0 % \| |
|         | 100.0 %                              |           |                             |         |                  |

### Ayuntamientos

#### Municipio de Querétaro
- Álvaro Larrondo Ojeda  Hecho